# Pèrdua de desadaptació

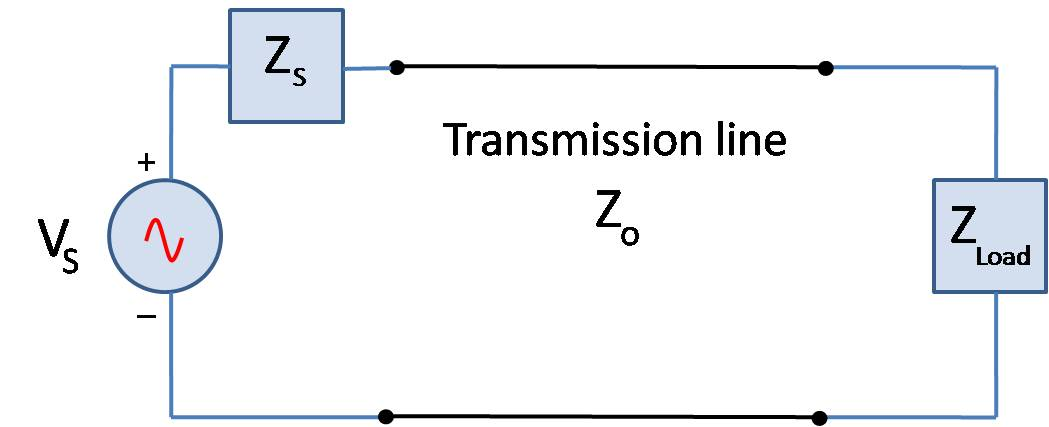
Figura 1. Circuit simple que mostra la impedància característica Z _{o} i la impedància de càrrega Z _{L}. En un sistema perfectament coincident Z _{L} =Z _{o}, i no hi ha pèrdua de desajust.

La pèrdua de desadaptació en la teoria de la línia de transmissió és la quantitat de potència expressada en decibels que no estarà disponible a la sortida a causa dels desajustos d'impedància i els reflexos del senyal. Una línia de transmissió que estigui correctament acabada, és a dir, acabada amb la mateixa impedància que la de la impedància característica de la línia de transmissió, no tindrà reflexos i, per tant, no tindrà pèrdua de desajust. La pèrdua de concordança representa la quantitat d'energia malgastada al sistema. També es pot considerar com la quantitat de potència guanyada si el sistema s'adaptava perfectament. L'adaptació d'impedància és una part important del disseny del sistema de RF; tanmateix, a la pràctica probablement hi haurà algun grau de pèrdua de desajust. En sistemes reals, la pèrdua relativament petita es deu a una pèrdua de desajust i sovint és de l'ordre d'1 dB.

## Càlcul
La pèrdua de concordança (ML) és la relació entre la potència incident i la diferència entre la potència incident i reflectida:
{\displaystyle ML_{\mathrm {dB} }=10\log _{10}{\bigg (}{\frac {P_{i}}{P_{i}-P_{r}}}{\bigg )}\,}
{\displaystyle P_{r}=P_{i}-P_{d}\,}
on
{\displaystyle P_{i}} = potència incident
{\displaystyle P_{r}} = potència reflectida
{\displaystyle P_{d}} = potència lliurada (també anomenada potència acceptada)
La fracció de potència incident lliurada a la càrrega és

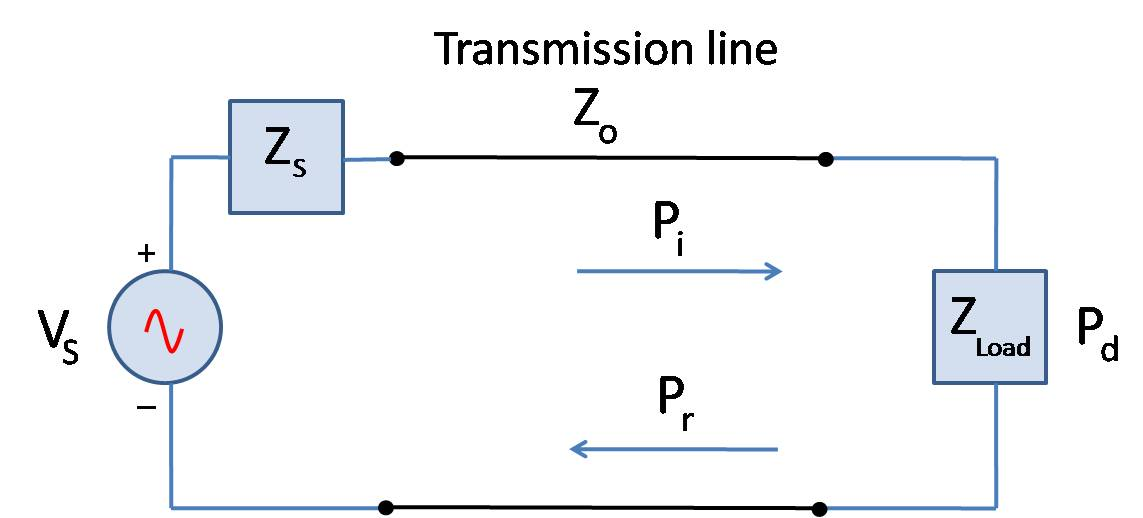
Figura 2. Circuit simple que mostra la potència incident, P _{i}, en una càrrega. La potència reflectida serà la diferència entre P _{i} i la potència lliurada, P _{d}.

{\displaystyle {\frac {P_{d}}{P_{i}}}=1-\rho ^{2}}
on {\displaystyle \rho } és la magnitud del coeficient de reflexió. Tingueu en compte que a mesura que el coeficient de reflexió s'acosta a zero, la potència de la càrrega es maximitza.
Si es coneix el coeficient de reflexió, el desajust es pot calcular mitjançant
{\displaystyle ML_{\mathrm {dB} }=-10\log _{10}{\bigg (}1-\rho ^{2}{\bigg )}\,}
Pel que fa a la relació d'ona estacionària de tensió (VSWR):
{\displaystyle ML_{\mathrm {dB} }=-10\log _{10}{\bigg (}1-{\bigg (}{\frac {VSWR-1}{VSWR+1}}{\bigg )}^{2}{\bigg )}\,}